# روبين ألفريدو توريس زافالا
روبين ألفريدو توريس زافالا هو سياسي مكسيكي، ولد في 14 سبتمبر 1968 في ولاية غواناخواتو في المكسيك. نشط حزبياً في حزب العمل الوطني. وقد انتخب عضو مجلس النواب المكسيك ‏.